# Frumpy
Frumpy war eine deutsche Rockband, die von 1969 bis 1972 existierte und sich 1990 neu formierte.

## Bandgeschichte
1969 verließen der Schlagzeuger Carsten Bohn, die Sängerin Inga Rumpf, der französische Keyboarder Jean-Jacques Kravetz und der Bassist Karl-Heinz Schott die Hamburger Formation The City Preachers, die 1965 gegründet worden war und formierten sich unter dem Namen „Frumpy“. Der Bandname ist ein Wortspiel aus dem Namen der Bandleaderin Inga Rumpf und bedeutet in der Übersetzung „unkleidsam“.
Bis zum Herbst 1970 standen Frumpy unter anderem in Frankreich und Deutschland auf der Bühne, beispielsweise neben der damals schon bekannten Band Yes. Anschließend begaben sich die vier Musiker ins Studio und nahmen ihre erste Platte auf, All Will Be Changed, die noch im selben Jahr bei Philips erschien. In der Bundesrepublik Deutschland war dieses Krautrock-Album erfolgreich. Besondere Merkmale der Stücke sind Inga Rumpfs kraftvoller Gesang, die langen Keyboardloops und die jazzigen Elemente. Kritiker äußerten sich positiv. So wählte der Musikexpress Frumpy zur beliebtesten Band des Jahres, und auch die Frankfurter Allgemeine Zeitung äußerte sich zustimmend.
1971 wurde die Band um den Gitarristen Rainer Baumann erweitert, und es erschien die zweite LP, Frumpy 2, wieder bei Philips. Dieses Album wurde fast unter Livebedingungen aufgenommen. Es enthält lediglich vier Stücke, von denen das kürzeste 7:30 Minuten lang ist, das längste 12:09 Minuten. Erneut stehen Inga Rumpfs Gesang sowie der Ideenreichtum und die Improvisationsfreudigkeit der Orgel und Gitarre im Vordergrund. Bei der Rockballade How the Gypsy Was Born, dem größten Hit der Band, spielt Rainer Baumann ein langes Solo, dem schließlich nach einem Rhythmuswechsel ein langes, ekstatisches Solo der Hammondorgel folgt. Michael Rauhut bezeichnete das Stück als „der stilsicherste und nachhaltigste deutsche Beitrag zum »klassischen« Rock der Zeitspanne zwischen 1967 und 1977“.
1972 erschien By the Way, die dritte und für einige Zeit letzte Platte von Frumpy, bei Vertigo Records.

## Projekte der Musiker nach 1972
Inga Rumpf, Jean-Jacques Kravetz und Karl-Heinz Schott gründeten 1972 die ebenfalls erfolgreiche Nachfolgeband von Frumpy, Atlantis. Carsten Bohn gründete, mit verschiedenen Musikern in unterschiedlichen Besetzungen, seine eigene Band „Carsten Bohn’s Bandstand“ (in der Zeit von 1977 bis 1981). Von 1979 bis 1983 komponierte Bohn Musikstücke für das Hörspiellabel Europa, von denen viele in bekannten Serien wie Fünf Freunde, TKKG, Drei Fragezeichen, Pizzabande u. a. verwendet wurden. Rainer Baumann gründete seine eigene Band, die Rainer Baumann Band, mit der er in unterschiedlichen Besetzungen bis 2002 unterwegs war.
Frumpy fanden 1990 wieder zusammen und produzierten unter anderem mit Frank Diez drei weitere Alben, die jedoch musikalisch wesentlich glatter und ruhiger als die der frühen Jahre sind. Im Juli 1990 trat die Gruppe mit We Can Sing a Song in der ZDF Hitparade auf.

## Diskografie

### Alben
| Jahr | Titel               | Höchstplatzierung, Gesamtwochen, AuszeichnungChartsChartplatzierungen (Jahr, Titel, Platzierungen, Wochen, Auszeichnungen, Anmerkungen) | Anmerkungen |
| Jahr | Titel               | DE | Anmerkungen |
| ---- | ------------------- | --- | ----------- |
| 1971 | All Will Be Changed | DE43 (2 Wo.)DE |             |
| 1971 | 2                   | DE22 (2 Wo.)DE |             |
| 1972 | By The Way          | DE43 (2 Wo.)DE |             |
| 1973 | Live                | DE45 (1 Wo.)DE |             |
| 1990 | Now                 | DE65 (5 Wo.)DE |             |

Weitere Alben
- 1991: News
- 1995: Live Ninetyfive
- 1997: Best of

### Singles
- 1971: Life Without Pain / Morning
- 1971: Roadriding / Time Makes Wise